# Oskar Howald

Oskar Howald

Oskar Howald (* 2. März 1897 in Zürich; † 17. Oktober 1972 in Brugg) war ein Schweizer Naturwissenschaftler.
Howald war ab 1928 Privatdozent für Agrarpolitik und von 1936 bis 1967 Ordinarius für landwirtschaftliche Betriebslehre an der ETH Zürich. Von 1939 bis 1949 war er Direktor des Schweizerischen Bauernverbandes.
Von 1923 bis 1936 war er Redaktor der Schweizerischen landwirtschaftlichen Zeitschrift (heute: Die Grüne). Von 1937 bis 1967 war er der erste Präsident des Landwirtschaftlichen Informationsdienstes.